# Corymbia ficifolia
Espèce
Classification phylogénétique
Corymbia ficifolia, connu sous le nom de red flowering gum en anglais, est une espèce de plantes à fleurs du genre Corymbia et de la famille des Myrtaceae. C'est un arbre originaire d'Australie.

## Description
C'est un arbre.
Il était précédemment classé parmi les Eucalyptus d'où son nom ancien nom Eucalyptus ficifolia.

## Répartition et habitat
Il est originaire d'une très petite zone côtière du sud de l'Australie-Occidentale (quelques dizaines de kilomètres de long) à l'est de Walpole (à 430 km au sud de Perth), mais il n'est pas considéré comme espèce menacée dans la nature.
Dans la nature, Corymbia ficifolia préfère les sols stériles ou les sols sablonneux. 

## Utilisation
C'est un des arbres d'ornement de la famille des Myrtaceae les plus communément plantés.
Il provient d'Australie mais il est facilement adaptable à la plupart des endroits tempérés, à condition qu'il ne soit pas exposé à des gels sévères ou à des pluies tropicales. C'est un arbre idéal car il est rustique, à croissance modérément rapide et pousse rarement trop haut pour nécessiter un élagage.
Il est difficile à greffer, mais pousse bien à partir de semences, en tenant généralement environ 7 ans avant de fleurir pour la première fois et 15 à 20 ans pour atteindre à peu près sa pleine taille entre 2 et 8 m.

## Galerie

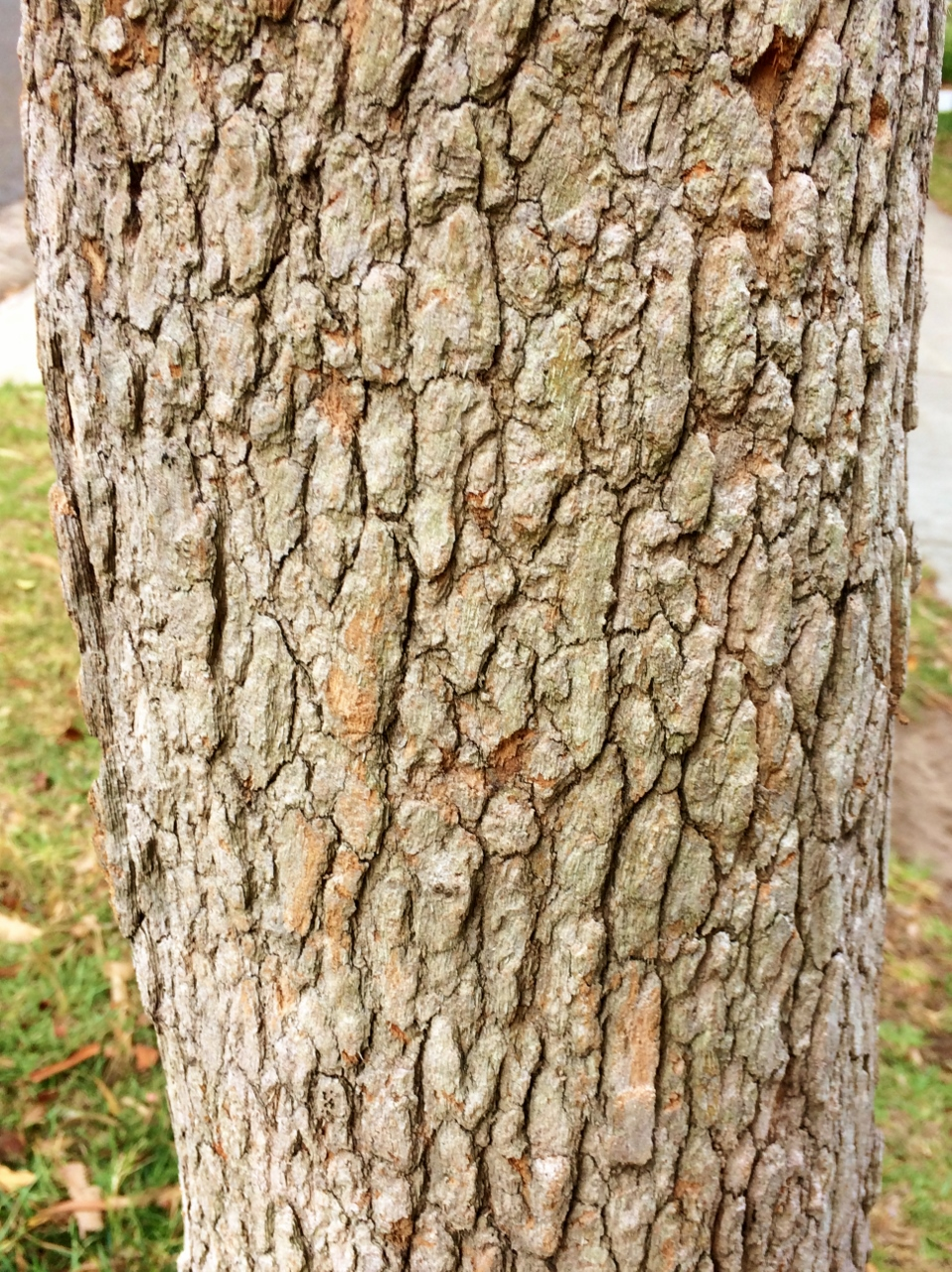
Écorce du tronc.
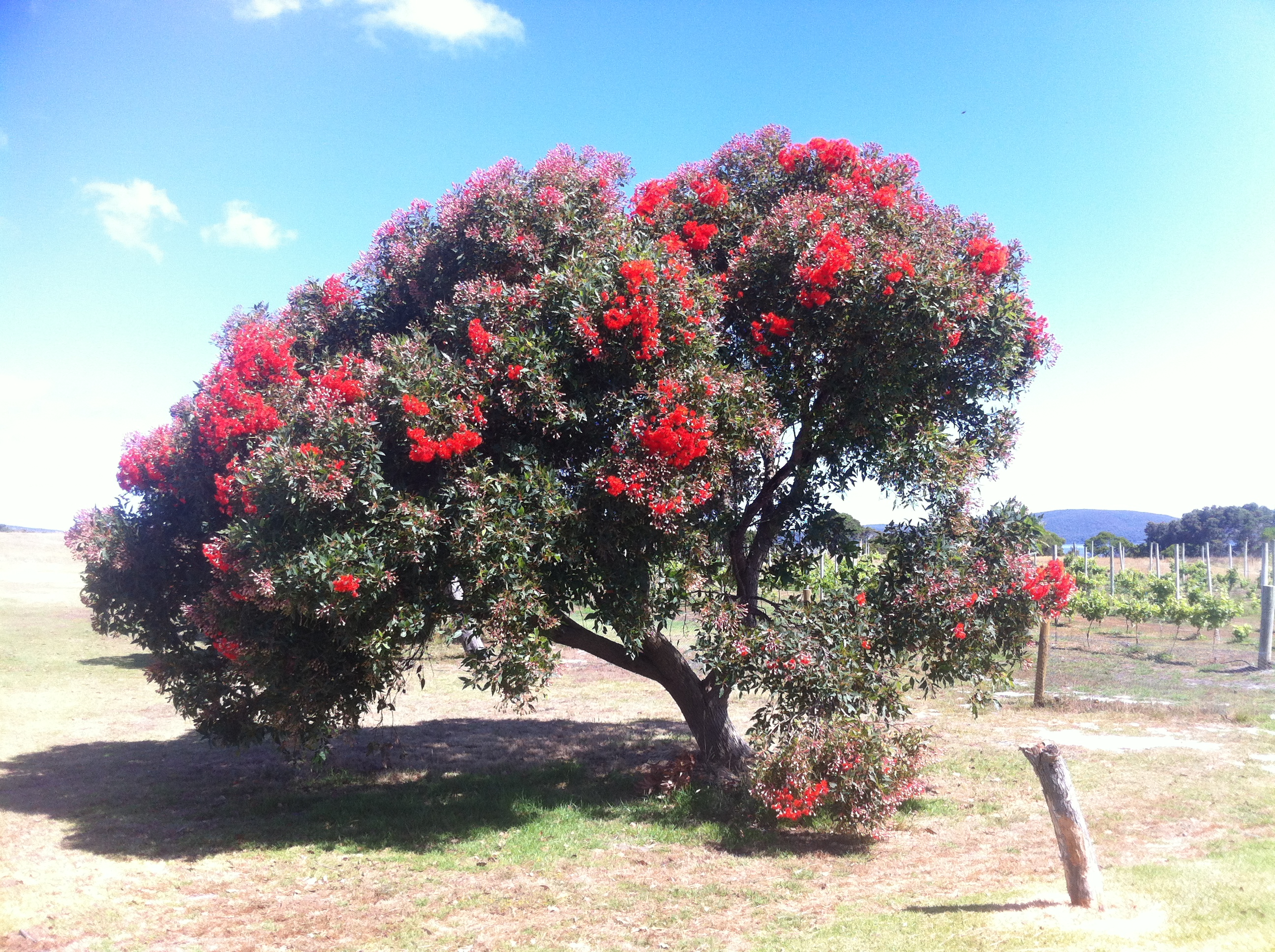
Corymbia ficifolia en fleur.
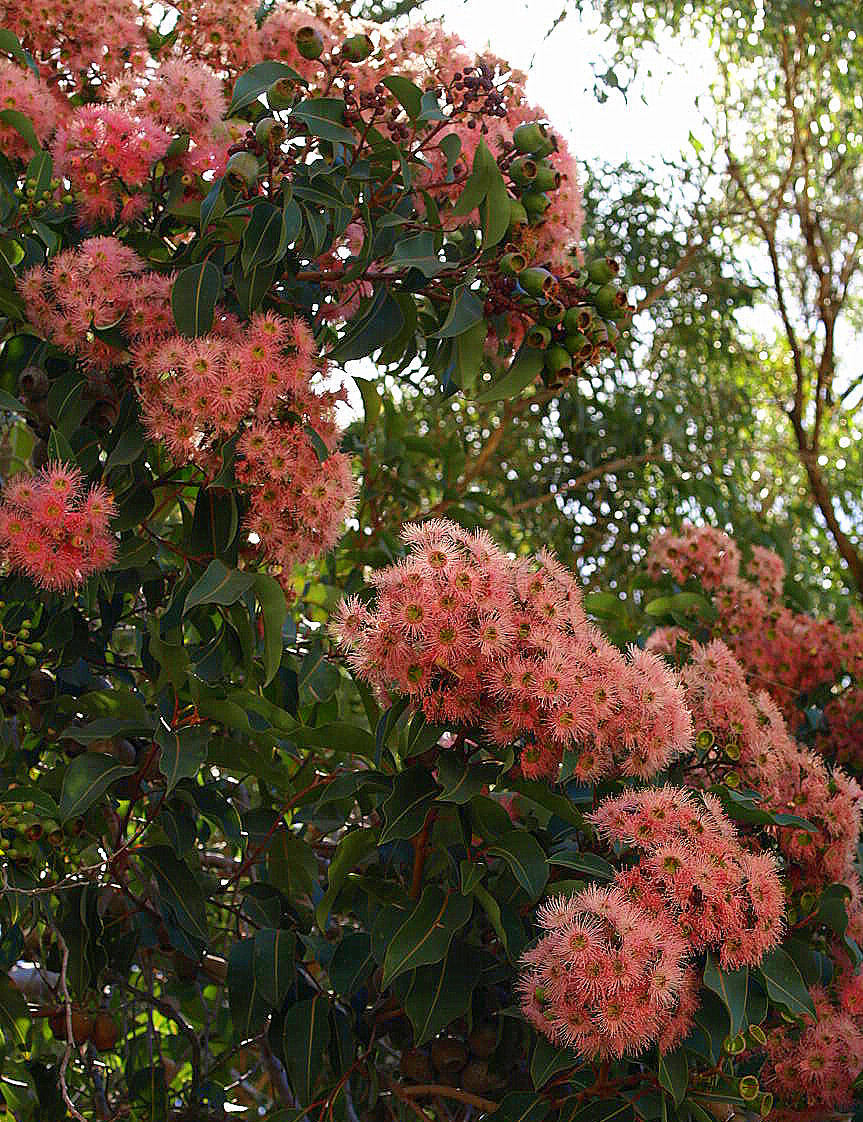
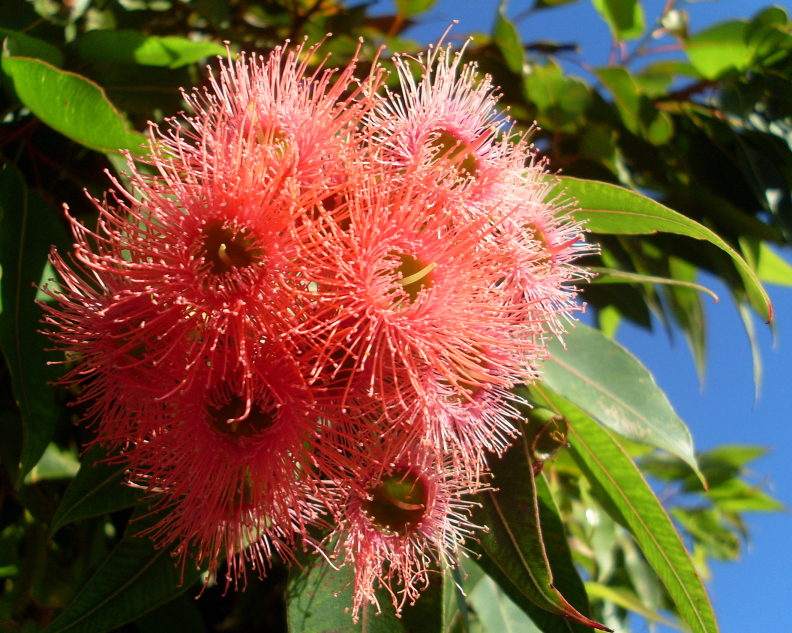
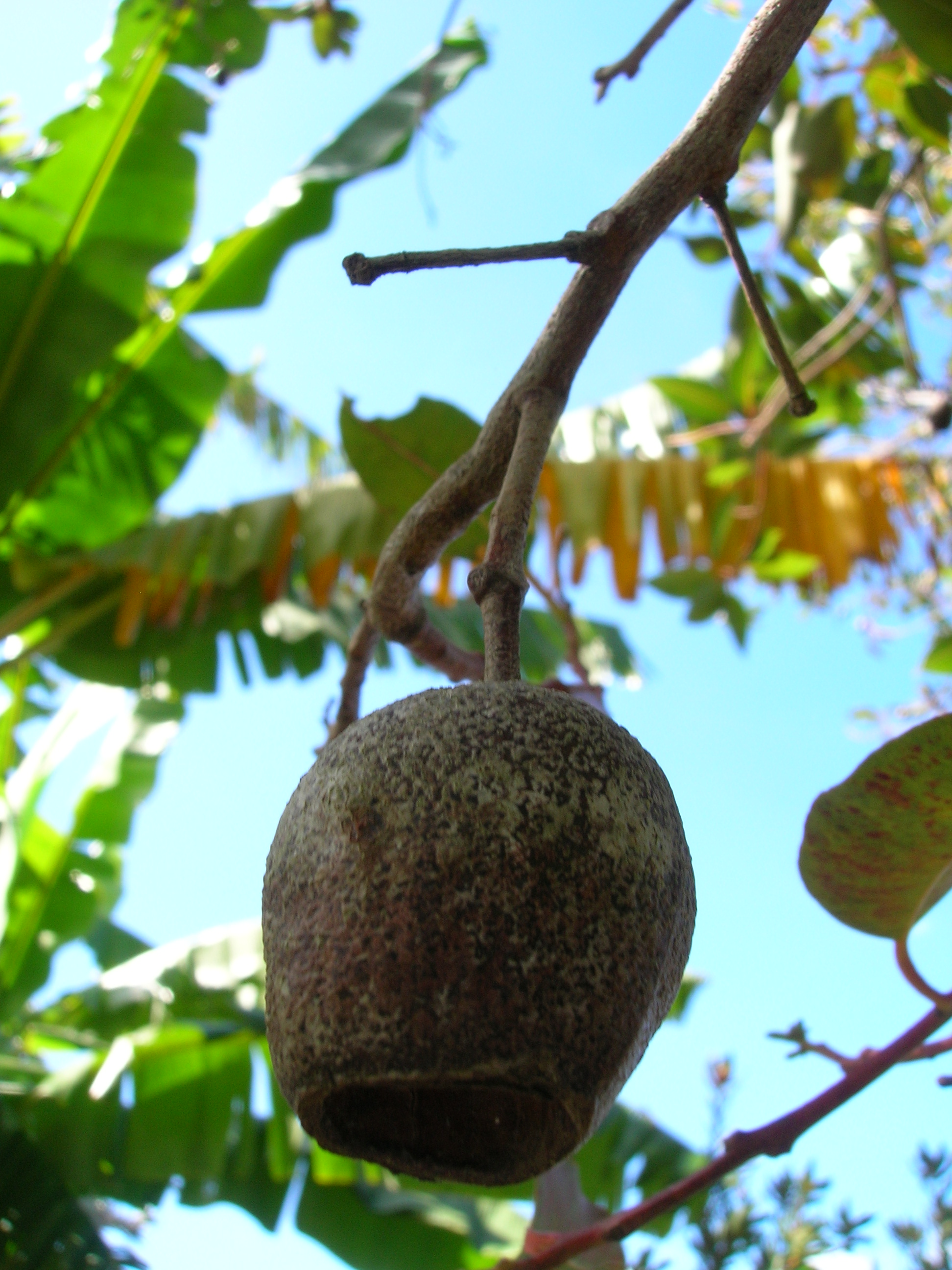
Fruit (capsule).
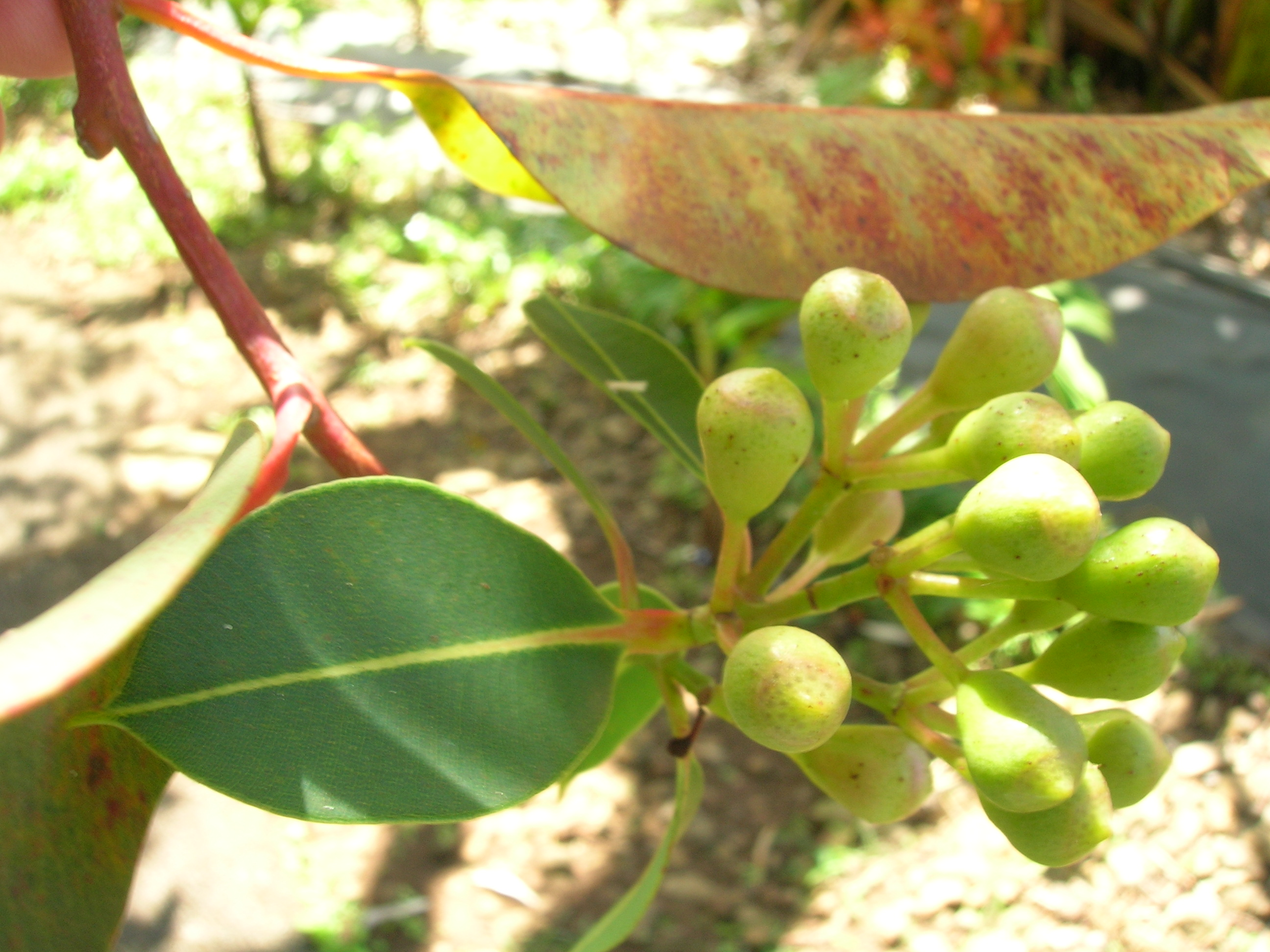
Bourgeons et feuille.